# Hans van der Grinten
Hans van der Grinten (Kranenburg, 19 maart 1929 – Essen, 22 mei 2002) was een Duitse kunstverzamelaar, conservator, museumdirecteur, schrijver en beeldend kunstenaar. Samen met zijn broer Franz Joseph van der Grinten bouwde hij een omvangrijke kunstcollectie op met onder andere meer dan vierduizend werken van Joseph Beuys, die tegenwoordig is ondergebracht in Museum Schloss Moyland te Bedburg-Hau.

## Levensloop
Hans van der Grinten werd in 1929 geboren op de boerderij van zijn ouders in Kranenburg, dicht bij de Nederlandse grens bij Nijmegen. Toen hij nog jong was stierf zijn vader en het boerenbedrijf werd door Hans van der Grinten voortgezet tot 1965. Al op de middelbare school had hij belangstelling voor beeldende kunst en kreeg hij privéles van een kunstenaar in Kleef. Al spoedig daarna begon hij samen met zijn jongere broer kunst te verzamelen. Tot de eerste prenten die ze kochten behoort een litho van Käthe Kollwitz, die ze kochten in een boekwinkel in Krefeld. Samen fietsten zij naar Parijs om daar van hun zakgeld prenten van moderne kunstenaars te kopen, die ze opgerold in een koker mee naar huis namen. Al spoedig leerden zij in Kleef Joseph Beuys kennen, die een paar jaar ouder was en aan het gymnasium van Kleef bekend had gestaan als een bijzonder getalenteerd leerling.

### Studie en beroep
Van der Grinten studeerde tussen 1954 en 1956 landbouwkunde in Bonn. Hij behaalde zijn diploma in 1958. In Bonn studeerde hij ook kunstgeschiedenis en hij zette deze studie van 1960 tot 1965 voort. Van 1964 tot 1973 werkte hij als docent aan het Seminar für Werkerziehung in Düsseldorf. Van 1971 tot 1974 was hij wetenschappelijk medewerker aan het stedelijk Museum Abteiberg in Mönchengladbach onder leiding van Dr. Johannes Cladders. Tussen 1974 en 1991 was hij hoofdconservator moderne kunst van het Museum Commanderie van Sint Jan in Nijmegen. Vanaf 1990 tot zijn pensionering op 70-jarige leeftijd in 1999 was hij, samen met zijn broer, artistiek directeur van Museum Schloss Moyland in Bedburg-Hau.

### Kennismaking en vriendschap met Joseph Beuys
In 1946 hadden de gebroeders Van der Grinten een eerste, oppervlakkige ontmoeting met Joseph Beuys in het huis van hun gemeenschappelijke leraar Dr. Schönzeler in Kleef. Na een aantal jaren toen zij al serieus begonnen waren kunst te verzamelen, intensiveerde zich de vriendschap met Beuys, doordat zij hem vroegen of zij een paar kunstwerken van hem konden kopen. Het advies om vooral hedendaagse kunst, bijvoorbeeld van Joseph Beuys, te gaan verzamelen hadden de broers gekregen van de kunstschilder Hermann Teuber, die in Kalkar woonde. Het werk van Beuys hadden de broers al weleens gezien op een tentoonstelling in Museum Haus Koekkoek in Kleef, maar door het nogal 'exclusieve' karakter van het werk waren zij niet op het idee gekomen dat zij dit ook verzamelen konden. Beuys stond welwillend tegenover het plan, zodat hij op zekere dag in Kranenburg bij de broers op bezoek kwam met een koffer vol tekeningen waaruit de broers hun keuze mochten maken.

### Moeder Van der Grinten en Joseph Beuys

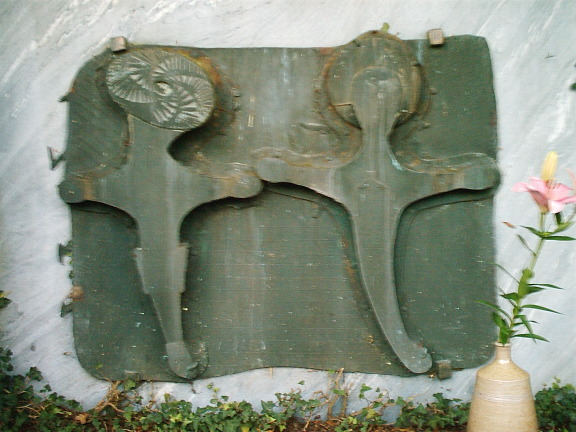
De door Joseph Beuys ontworpen gedenksteen van de familie Van der Grinten op het kerkhof in Kranenburg

Nadat Joseph Beuys de kunstacademie in Düsseldorf had doorlopen maakte hij een zware depressie door, mede omdat zijn verloofde de verkering beëindigd had. Hij kon toen door bemiddeling van vrienden als Erwin Heerich een tijd in Kranenburg op de boerderij van de familie Van der Grinten verblijven. Gedurende dit verblijf, dat ongeveer zes weken duurde, hielp Beuys de broers met klussen rondom de boerderij en op het land. Dit was voor hen allen een bijzonder inspirerende tijd, maar omdat Beuys' slaapritme verstoord was, was het ook erg vermoeiend omdat zij tot diep in de nacht discussieerden over kunst en wereldbeschouwing en dan weer vroeg moesten opstaan. Beuys kon overdag slechts met moeite uit bed komen en dat ging zo ver dat moeder Van der Grinten hem de deur wees. Later die dag kwam ze hem op straat tegen, waar hij moedeloos rondliep. Ze hadden een ernstig gesprek waarin mevrouw Van der Grinten Beuys met zijn verantwoordelijkheden confronteerde. Beuys vertrok naar zijn ouders in Kleef en toen hij kort daarop terugkeerde om een geleende fiets terug te brengen bleek hij zijn depressie te hebben overwonnen. Beuys verwees in zijn leven- en werkbeschrijving naar deze periode als: "Beuys arbeitet auf dem Felde". Vanaf die tijd verbond hen een nauwe vriendschap. Na het overlijden van de moeder van de Van der Grintens ontwierp Beuys voor haar een grafmonument, dat opgesteld staat op het kerkhof in Kranenburg.

### Tentoonstellingsorganisator, schrijver, spreker en kunstenaar
Hans van der Grinten organiseerde vele tentoonstellingen van beeldende kunst. Deze gingen veelal vergezeld van een publicatie in de vorm van een catalogus waarvoor hij de inleidingen schreef. Zo ontstonden honderden opstellen over hedendaagse kunst. Op openingen van tentoonstellingen voerde hij vaak het woord en viel daarbij op als een fenomenaal spreker die schijnbaar 'voor de vuist weg' twintig minuten of meer een boeiende verhandeling kon presenteren over de onderwerpen waarin hij zich verdiept had. Als beeldend kunstenaar heeft hij zijn hele leven tekeningen gemaakt en hij was een tijdlang lid van de grafische vereniging in Osterath (Radiergemeinschaft Osterath) die zich vooral toelegde op het maken van etsen.

### Collectie Van der Grinten
De verzameling van Hans en Franz Joseph van der Grinten groeide in de loop der jaren tot ongekende proporties, mede dankzij het advies en de ondersteuning van Joseph Beuys. De broers organiseerden de eerste solotentoonstelling van Beuys in de leegstaande stallen van hun ouderlijk huis in Kranenburg, waar zij ook werk van anderen tentoongesteld hadden. De tentoonstelling trok opvallend veel gasten van buiten de regio. Ze verzamelden omvangrijke werkoverzichten van leeftijdsgenoten en bevriende kunstenaars. Beuys adviseerde hen om ook jugendstil, Engelse etskunst en fotografie te gaan verzamelen en opende hen de ogen voor het classicisme. Door grote volharding, enorme vakkennis, een open blik en vele persoonlijke vriendschappen met kunstenaars van de eigen generatie ontstond een rijk gevarieerde verzameling van tekeningen, schilderijen, beeldhouwkunst, plastische objecten, grafiek en kunsthistorische documentatie. Een van de accenten in de verzameling lag bij kunst en cultuur uit de eigen regio Niederrhein. De broers sloten een overeenkomst met Beuys, dat de dingen die hij niet meer persoonlijk wilde archiveren bij hen onderbracht zouden worden. Daarmee werd de basis gelegd voor het Joseph Beuys-archief dat, naast hun omvangrijke kunstcollectie, tegenwoordig is ondergebracht in Museum Schloss Moyland.

### Museum Schloss Moyland
Hans van de Grinten was de drijvende kracht achter de renovatie van slot Moyland en de inrichting ervan als museum voor moderne kunst. Toen de broers dit plan voor het eerst met Beuys bespraken zou deze zich afgevraagd hebben of het slot wel groot genoeg zou zijn voor hun verzameling. Het slot was tot een ruïne vervallen, doordat het aan het eind van de Tweede Wereldoorlog was gebombardeerd. Er was tot het eind van de jaren tachtig geen geschikte bestemming gevonden waaraan alle benodigde subsidiegevers en sponsoren wilden meewerken. Na een aantal voorbesprekingen en gesprekken met de regering van de deelstaat werd op 11 juli 1990 een stichting opgericht waarin de broers hun verzameling zouden inbrengen, Adrian von Steengracht het slot met het park en waarbij de deelstaat Noordrijn-Westfalen de kosten voor de renovatie op zich zou nemen. Zo ontstond de Stiftung Museum Schloss Moyland, Sammlung Van der Grinten, Joseph Beuys Archiv des Landes Nordrhein Westfalen. Het museum werd in 1997 na een grondige renovatie van het kasteel en de herinrichting van het park geopend en trok sindsdien vele bezoekers.

### Overige
Hans van der Grinten had twee dochters, die beiden werken als mezzosopraan.